# Atrapa esa liebre
Atrapa esa liebre (Catch that Rabbit en inglés)  es un cuento de ciencia ficción de Isaac Asimov, publicado en el ejemplar del febrero de 1944 de la revista Astounding Science Fiction y reimpreso en las colecciones Yo, robot (1950) y El robot completo (1982).

## Historia
El frecuentado equipo de Powell y Donovan está a cargo de unas pruebas de campo en una estación minera de un asteroide con un robot, DV-5 (Dave). Pero el robot deja de producir minerales, y no hay explicación de porqué. El robot es un modelo nuevo con seis robots subordinados bajo su control, y cuando secretamente observan al robot, empieza a realizar extrañas marchas y bailes con sus subordinados cada vez que algo inesperado ocurre. Es responsabilidad de los investigadores de campo encontrar por qué Dave está comportándose de esa manera, finalmente solucionan el problema y el robot realiza sus obligaciones eficazmente. En otros relatos se habla de dos robots que tienen la obligación de atrapar una liebre genéticamente modificada para ser más veloz y astuta ,que finalmente es atrapada por los robots  
Aquí, Asimov se antromorfiza teniendo un robot funcionando independientemente cuando se encuentra abrumado por su trabajo. (Que es decir que uno de los personajes dibuja esa analogía; de qué manera Asimov lo hizo entender está indefinido). En muchos casos, la robopsicología - personificada por Susan Calvin - corre paralela a la psicología humana. Hasta este punto en Yo, Robot hemos visto ya histeria y manías religiosas.
- Datos: Q601919